# 华千金榆
华千金榆（学名：Carpinus cordata var. chinensis）为桦木科鹅耳枥属下的一个变种。

## 扩展阅读
- 維基物種上的相關：华千金榆